# Kamil Tumulec
 (août 2025).
Kamil Adrian Tumulec, est une personnalité polonaise d'Internet née le 8 juillet 1986, devenue célèbre grâce à une photographie de sa carte d'identité devenue l'un des memes les plus reconnaissables de l'Internet polonais.

## Biographie
La célébrité de Tumulec provient d'une photographie de sa carte d'identité polonaise publiée sur Internet,,. Sur la signature présente sur le document, la lettre L se trouve dans un cercle, ce qui rappelle le symbole du Legia Varsovie, un club de football de la capitale polonaise,.
La photo de la carte d'identité de Kamil Tumulec circule sur le web, apparaissant régulièrement sur des services tels que Wykop, Facebook ou Instagram et rendant virale la signature de Tumulec,.

## Postérité
Le rappeur polonais Mata (pl) fait référence à Tumulec dans le clip vidéo de la chanson Patoreakcja, montrant une fausse carte d'identité avec son propre pseudonyme et une signature similaire.
Chaque année, le 8 juillet, les internautes se souviennent de Tumu(L)ec, lui adressant des vœux d'anniversaire - même s'il n'est pas certain que la personne du document existe réellement,.